# Couralin (bateau)
Couralin est le nom local d'un type de bateau à fond plat, utilisé depuis des siècles pour les déplacements et la pêche, dans le sud-ouest de la France, notamment sur l'Adour et ses affluents, ainsi que sur la Garonne, la Dordogne ou encore la Seudre.

## Description
Son avant à marotte ainsi que sa taille modeste et son gréement au tiers lui donnent une silhouette très proche des dériveurs actuels.
Sa propulsion est multiple : voile, godille, perche et aviron.
Une salle du Port-musée de Douarnenez est consacrée à la méthode de construction particulière du couralin, qui lui confère une grande résistance.
Sur le bassin de l'Adour maritime,les couralins sont amarrés perpendiculairement à la berge maintenus par des perches ce qui permet de s'affranchir du creusement d'une cale que nécessiterait l'amplitude des marées.